# コウモリダコ
コウモリダコ（蝙蝠蛸、蝙蝠鮹、Vampyroteuthis）は、コウモリダコ目コウモリダコ科に属する、上位分類の定めがたい頭足類。現生するのは V. infernalis （ヴァンピロテウティス・インフェルナリス）の1種のみである。
熱帯・温帯地域の約600mから900mにかけての深海に生息する。体長は約30cm。鰭（ひれ）の付け根には青白い光を発する発光器を4つ備えている。

## 呼称
学名は「ヴァンパイアのイカ」を意味する属名 Vampyroteuthis と、「地獄の」を意味する形容詞（種小名） infernalis からなる。

## 生態
コウモリダコは酸素の少ない海域に適した不活発な動物である。研究によると、「吸血イカ」の別名に反して生きた獲物を積極的に追うことはない。敵に遭遇すると、前述のように足の膜を裏返してトゲで体を包み込む。このトゲは牙のようにも見えるが、実際には肉質の触毛である。
主食はマリンスノー（プランクトンの遺骸などの海中の降下物）であり、触手が変化した2本の長い触糸で、周囲のマリンスノーを集める。触糸の先端に吸盤があり、そこから粘液を分泌する。マリンスノーは粘液でボール状に丸められた後、足の裏側にあるトゲを通じて足の付け根の口へ運ばれる。
胃の内容物から魚の鱗やイカの一部が見つかっているが、生きた獲物を捕食したものかは分かっていない。

## 系統分類
コウモリダコは実際にはイカでもタコでもなく、それらが種として分化する以前に存在した祖形を継承している現生種であると考えられている。分類上も、八腕形上目、十腕形上目、そして、独立のコウモリダコ上目と、本種が属すべき分類区分を巡っては諸説あって定まらない。
近縁のものは中生代ジュラ紀に多く、当時は多様性を持って繁栄していた。

### シノニム
- Cirroteuthis macrope　Berry, 1911
- Vampyroteuthis macrope　(Berry, 1911)
- Melanoteuthis lucens　Joubin, 1912
- Watasella nigra　Sasaki, 1920
- Danateuthis schmidti　Joubin, 1929
- Hansenoteuthis lucens　Joubin, 1929
- Melanoteuthis schmidti　Joubin, 1929
- Melanoteuthis beebei　Robson, 1929
- Retroteuthis pacifica　Joubin, 1929
- Melanoteuthis anderseni　Joubin, 1931

## ギャラリー

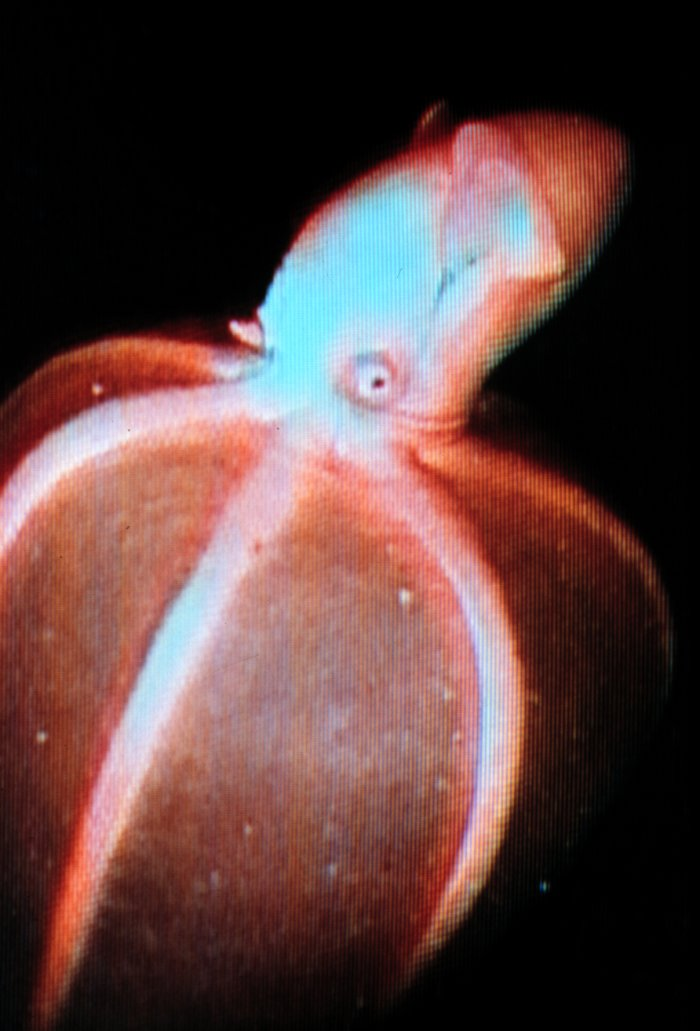
生体の写真